# Lepturidium
Lepturidium là một chi thực vật có hoa trong họ Hòa thảo (Poaceae).

## Loài
Chi Lepturidium gồm các loài: